# Hagyományok Hegye
A Hagyományok Hegye egy 8,3 hektáros területen elterülő történelmi, néprajzi és természetismereti központ Pápán.

## Működése
A központ 2009-ben alakult és működéséről a Hagyományok Hegye Egyesület gondoskodik. Évente több ezer látogató fordul meg a területen. Elsődlegesen kiránduló csoportok, melyek történelmi és természetismereti programjaik közül választhatnak. 2014-ben egy kilátó átadására került sor, mely hétvégente látogatható. A területen egy palánkvár, jurta, jurta kiállítás, avar kálvária és egy 9m-es kilátó található.
Nagyon gazdag élő világgal rendelkezik a terület. Róka, őzek, lovak találhatóak, de említésre méltóak a különböző madár és emlős fajok. Közel száz kis tábla van kihelyezve a Természet útján.
Legnagyobb ingyenes rendezvényük a Hegy Napja mely minden év július második szombatján kerül megrendezésre.  Az egész család számára kikapcsolódási lehetőséget nyújt. Történelmi bemutatók, népzene, táncház, magyar ételek, népi és régi korok játékai várják az oda látogatókat.
Az egyesület célkitűzései között szerepel az avar világ megismertetése minél szélesebb körben, a Hantai malom rekonstrukciója molnárlakással együtt, a bakonyi paraszti élet mindennapjai bemutató majorság. De még lehetne sorolni azt a sok-sok szép elképzelést, amelynek megvalósítása még hátra van az egyesület életében.